# 은지: 돌이킬 수 없는 그녀
"은지: 돌이킬 수 없는 그녀"는 2019년에 개봉한 대한민국의 영화이다.

## 캐스팅
- 김유연 : 은지 역
- 김진근 : 용태 역
- 박선우 : 이 경위 역
- 백승철 : 윤길 역
- 성홍일 : 병삼 역
- 오제근 : 털보 역
- 주효준 : 김 순경 역
- 박태건 : 화성 역
- 손주영 : 미란 역
- 홍유리 : 보라 역
- 이상민 : 상구 역
- 최루미 : 어린 은지 역
- 백수민 : 어린 상구 역
- 문경희 : 은지 엄마 역
- 이다혜 : 여선생 역
- 김정환 : 화수 역
- 박태진 : 영계어부 역
- 서승현 : 카페직원 역
- 박시완 : 수신호 역
- 김봉겸 : 노인어부 역
- 전경애 : 슈퍼주인 역
- 박영 : 어부 역
- 김옥산 : 마을주민 1 역
- 원근자 : 마을주민 2 역
- 자용후 : 마을주민 3 역
- 김정남 : 마을주민 4 역
- 김선윤 : 카페손님 1 역
- 박정균 : 카페손님 2 역
- 이정현 : 카페손님 3 역
- 허반석 : 카페손님 4 역
- 서예림 : 아역 1 역
- 서예나 : 아역 2 역
- 김수영 : 의사 (목소리) 역